# ゴーイン・バック・トゥ・ニューオーリンズ
『ゴーイン・バック・トゥ・ニューオーリンズ』(Goin' Back to New Orleans)は、アメリカ合衆国のミュージシャン、ドクター・ジョンが1992年に発表したスタジオ・アルバム。本作より20年前に発表されたアルバム『ガンボ』と同様、ニューオーリンズ音楽に捧げられた作品である。

## 背景
ドクター・ジョンのアルバムとしては初めて、自身の故郷であるニューオーリンズで録音された。レコーディングはウルトラソニック・スタジオで行われ、ネヴィル・ブラザーズが4曲でボーカルを担当して、他にもニューオーリンズ出身のミュージシャンが多数参加した。
ドクター・ジョンは本作のライナーノーツにおいて「ある意味、1850年代から1950年代と、それから先のニューオーリンズ音楽のちょっとした歴史のようなものさ」と説明している。

## 反響
スイスでは1992年8月2日付のアルバム・チャートで36位を記録。スウェーデンでは1992年9月2日付のアルバム・チャートで初登場26位となって、2週間トップ40にとどまった。
アメリカでは総合アルバム・チャートのBillboard 200には入っていないが、『ビルボード』のジャズ・アルバム・チャートでは1位を獲得した。

## 評価
グラミー賞では最優秀トラディショナル・ブルース・アルバム賞を受賞し、自身2度目のグラミー受賞を果たした。
William Ruhlmannはオールミュージックにおいて5点満点中3点を付け「地理的には限定された範囲かもしれないが、スタイルは幅広く、ジャズやブルースからフォークやロックにまで及んでいる」と評した。また、Don McLeeseは『ローリング・ストーン』誌のレビューで5点満点中4点を付け「ドクター・ジョンの音楽はそのルーツから遠く離れることはなかった。そして、このアルバムほどそれらのルーツが喜ばしく、猥雑に、あるいは楽しげに称えられたことはなかった」と評している。

## 収録曲
1. "Litanie des Saints" (Mac Rebennack, inspired by Louis Moreau Gottschalk) - 4:45
2. "Careless Love" (S. Williams, W. C. Handy, M. Koenig) - 4:10
3. "My Indian Red" (arr. Danny Barker) - 4:47
4. "Milneburg Joys" (Jellyroll Morton, Paul Mayers, Leon Roppola, Charles Melrose) - 2:39
5. "I Thought I Heard Buddy Bolden Say" (Ferdinand Morton) - 2:29
6. "Basin Street Blues" (Spencer Williams) - 4:27
7. "Didn't He Ramble" (Hatty Bolton) - 3:28
8. "Do You Call That a Buddy?" (Wesley Wilson, D. Raye) - 3:54
9. "How Come My Dog Don't Bark (When You Come Around)" (Prince Partridge) - 4:09
10. "Good Night, Irene" (John Lomax, Huddie Ledbetter) - 4:10
11. "Fess Up" (Mac Rebennack) - 3:12
12. "Since I Fell for You" (Buddy Johnson) - 3:31
13. "I'll Be Glad When You're Dead, You Rascal You" (Sam Theard) - 3:26
14. "Cabbage Head" (Henry Roland Byrd, Mac Rebennack) - 3:59
15. "Goin' Home Tomorrow" (Alvin Young, A. Domino) - 3:01
16. "Blue Monday" (D. Bartholomew) - 3:01
17. "Scald Dog Medley / I Can't Go On" (H. Smith / A. Domino, D. Bartholomew) - 2:58
18. "Goin' Back to New Orleans" (J. Liggins) - 4:10

## 楽曲解説
「Litanie des Saints」はドクター・ジョンのオリジナル曲だが、ルイス・モロー・ゴットシャルクが1850年頃に作った曲が大まかな下敷きとなっており、クレジットにもその旨が記載されている。
「Do You Call That a Buddy?」はルイ・ジョーダンによる1940年の録音が広く知られているが、本作ではルイ・アームストロングのヴァージョンに基づいており、歌詞もジョーダンのヴァージョンと異なる。
「Good Night, Irene」はルイジアナ州ムーリングズポート出身のブルース・ミュージシャン、レッドベリーの曲で、元々は「Irene」というタイトルだった。レッドベリーが1933年にルイジアナ州刑務所に収監されていた際、アメリカ議会図書館の職員だったジョン・ロマックスによって録音された曲の一つで、その後レッドベリーは放免された。ドクター・ジョンはこの曲について「ルイジアナ州の政治について、ちょっと話しているようなものさ」と説明している。
ドクター・ジョン自身が作曲したインストゥルメンタル「Fess Up」は、プロフェッサー・ロングヘアに捧げられた。
「I'll Be Glad When You're Dead, You Rascal You」はサム・シアードが1931年に書いた曲で、ルイ・アームストロングが取り上げたことで有名になった。ドクター・ジョンは、この曲が葬儀のセカンド・ラインで演奏されるのをよく耳にしたという。
「Goin' Home Tomorrow」「Blue Monday」「I Can't Go On」の3曲はファッツ・ドミノの歌唱で知られる曲。ドクター・ジョンはドミノから多大な影響を受けており、『ローリング・ストーン』誌に寄稿した記事において「ファッツ・ドミノと彼のパートナーのデイヴ・バーソロミューは恐らく、ジョン・レノンとポール・マッカートニーに次いで偉大なソングライターのチームだろう」と評している。ただし、「Blue Monday」はスマイリー・ルイスによる1954年の録音がオリジナルで、ドクター・ジョンはこの曲について「スマイリー、それにニューオーリンズの"ジャンキー・ブルース"を弾く偉大なピアニスト達への、ちょっとしたトリビュートさ」と説明している。
「Goin' Back to New Orleans」は、ジョー・リギンズ&ザ・ハニードリッパーズがスペシャルティ・レコードに録音を残した曲のカヴァーで、ドクター・ジョンはアート・ネヴィルと初めて会った頃に、この曲について語り合ったという。

## 参加ミュージシャン
- ドクター・ジョン - ボーカル、ピアノ、オルガン、エレクトリックピアノ、ギター
- トミー・モーガン - ギター
- ダニー・バーカー - バンジョー(on #3, #4, #7, #14, #18)、ギター(on #5)、ボーカル(on #5)
- クリス・セヴェリン - ベース(on #1, #2, #3, #4, #6, #7, #9, #12, #13, #14)
- David Barard - ベース(on #8, #10, #15, #16, #17, #18)
- Freddy Staehle - ドラムス、Wingertree
- アルフレッド・ロバーツ - パーカッション
- チーフ・リックス - パーカッション
- シリル・ネヴィル - ボーカル(on #1, #3, #8, #18)、パーカッション
- チャールズ・ネヴィル - ボーカル(on #1, #3, #8, #18)、ホイッスル(on #1)、テナー・サックス・ソロ(on #18)、パーカッション
- アート・ネヴィル - ボーカル(on #1, #3, #8, #18)
- アーロン・ネヴィル - ボーカル(on #1, #3, #8, #18)
- ステファニー・ウィットフィールド - バックグラウンド・ボーカル(on #1, #10)
- コニー・フィッチ - バックグラウンド・ボーカル(on #1, #10)
- チャック・カーボ - バックグラウンド・ボーカル(on #8)
- シャーリー・グッドマン - バックグラウンド・ボーカル(on #10)
- タラ・ジャネル - バックグラウンド・ボーカル(on #10)
- ピート・ファウンテン（英語版） - クラリネット・ソロ(on #6, #18)
- ジャミール・シャリフ - トランペット・ソロ(on #2, #5, #7)、トランペット(on #2, #4, #5, #7, #8, #15, #18)
- アル・ハート（英語版） - トランペット・ソロ(on #18)
- エリック・トラウブ - テナー・サックス・ソロ(on #15)、テナー・サックス(on #2, #4, #7, #8, #15, #16, #17, #18)
- ハーバート・ハーデスティ - テナー・サックス・ソロ(on #16, #17)
- チャーリー・ミラー - トランペット(on #3, #6, #9, #10, #12, #13)、Fuzzle Wissle(on #1)
- ウマー・シャリフ - トランペット(on #3, #6, #9, #10, #12, #13)
- クライド・カー・ジュニア - トランペット(on #4, #8)
- アマディー・キャステネル - テナー・サックス(on #3, #6, #9, #10, #12, #13)
- フレデリック・ケンプ - テナー・サックス(on #3, #6, #9, #10, #12, #13)
- アルヴィン・タイラー - バリトン・サックス(on #2, #4, #7, #8, #15, #16, #17, #18)
- ロジャー・ルイス - バリトン・サックス(on #6, #9, #10, #12)
- ブルース・ハモンド - トロンボーン(on #3, #4, #6, #7, #8, #9, #10, #12, #13)
- カーク・ジョセフ - チューバ(on #3, #4, #7, #14)